# Elisa Hensler
Elisa Federica Hensler, contessa di Edla (in tedesco Elise Friedericke Hensler; La Chaux-de-Fonds, 22 maggio 1836 – Lisbona, 21 maggio 1929) è stata un'attrice svizzera, moglie morganatica di Ferdinando II del Portogallo.

## Biografia
Elisa era la figlia di Johann Friederich Conrad Hensler, e di sua moglie, Louise Josephe Hechelbacher.
Quando aveva dodici anni, la sua famiglia si trasferì a Boston, negli Stati Uniti, dove ricevette un'ottima educazione, in cui le arti e le lingue giocarono un ruolo importante (parlava correttamente sette lingue). Terminò i suoi studi a Parigi.

## Carriera teatrale
Terminati gli studi, Elisa si unì alla compagnia del Teatro alla Scala di Milano. Nel 1855, quando aveva diciannove anni, ebbe una figlia, Alice Hensler, da padre ignoto. Il padre era certamente un membro della nobiltà milanese. Alice Hensler in seguito sposò un ufficiale portoghese, Manuel de Azevedo Gomes (1847-1907).
Il 2 febbraio 1860 Elisa arrivò in Portogallo e cantò al Teatro Nacional São João di Porto e poi al Teatro Nacional de São Carlos di Lisbona, dove si esibì nell'opera di Giuseppe Verdi Un ballo in maschera. Il 15 aprile 1860 il re Ferdinando II di Portogallo, vedovo della regina Maria II, venne sedotto dalla voce e dalla bellezza di Elisa, che all'epoca aveva 24 anni. Entrambi erano appassionati di scultura, ceramica, pittura, architettura e giardinaggio.

## Matrimonio

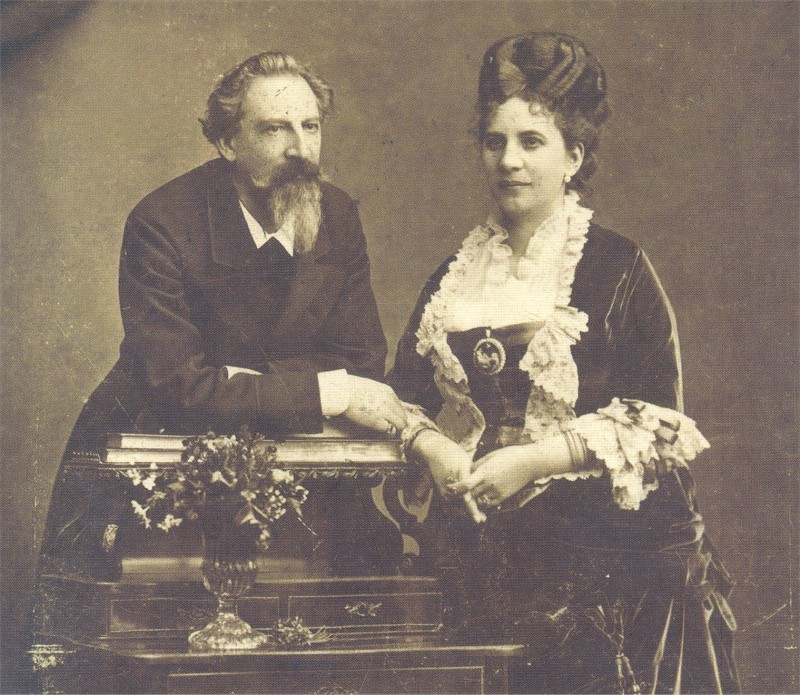
Ferdinando e Elisa, 1885

Il 10 giugno 1869, a Benfica, Ferdinando e Elisa si sposarono. Poco prima della cerimonia, il duca Ernesto II, cugino di Ferdinando e capo della Casa di Sassonia-Coburgo, concesse ad Elisa il titolo di contessa di Edla. La coppia, che non ebbe figli, conduceva una vita discreta a Sintra. Come hobby, sia Ferdinando sia Elisa amavano la botanica e nel mezzo del parco della loro residenza, Elisa fece costruire una casetta che lei stessa disegnò, ispirandosi ai chalet svizzeri e alle case rurali del Stati Uniti.
Con il parere favorevole della moglie, Ferdinando sostenne diversi artisti, tra cui il pittore Columbano Bordalo Pinheiro e il pianista José Viana da Mota.

## Morte
Nel 1885, il re Ferdinando II morì e nel suo testamento lasciò tutte le sue proprietà alla sua seconda moglie, compreso il Castelo dos Mouros e il Palácio da Pena. Affinché la contessa potesse mantenere questi beni, il re Carlo I doveva versarle la somma di 410 milioni di scudi.
Dopo la morte di Ferdinando, Elisa abbandonò Sintra e andò a vivere con la figlia Alice e suo marito. Morì di uremia, il 21 maggio 1929 a Lisbona. Al suo funerale, la regina vedova Amelia d'Orléans e l'ex re Manuele II del Portogallo erano rappresentati dal visconte di Asseca.